# Impératrice Joséphine (rose)
'Impératrice Joséphine' est un cultivar de rose gallique obtenu avant 1815 par le rosiériste français Descemet, sans doute hybride de Rosa gallica x Rosa majalis, c'est-à-dire un rosier de Francfort. Il est dédié à Joséphine de Beauharnais (1763-1814), première épouse de Napoléon, qui fit cultiver des milliers de roses dans sa roseraie de la Malmaison.

## Description
Son buisson aux rameaux presque inermes s'étale de 90 cm à 120 cm et peut s'élever à 120 cm, parfois plus. 
Les grandes fleurs doubles (jusqu'à 12 cm) de ce rosier ancien sont de différentes nuances de rose, du rose vif au rose soutenu. Leurs pétales sont délicats et fins, d'aspect chiffonné, son parfum est léger. La floraison de ce rosier, qui a lieu à la fin du printemps, est plutôt tardive par rapport aux autres galliques et prolongée, puisqu'elle dure de quatre à six semaines. Il donne de gros fruits rouges à l'automne. 
En plus de la taille d'hiver, il faut le tailler régulièrement au printemps pour contenir sa silhouette. Il s'agit d'un rosier très rustique (-15°/-20°), et qui n'aime pas les climats trop chauds. Il est parfait pour les haies et les massifs.

## Distinctions
- Award of Garden Merit de la Royal Horticultural Society, 1993